# Arbusynka
Arbusynka (ukrainisch Арбузинка; russisch Арбузинка Arbusinka) ist eine Siedlung städtischen Typs in der Ukraine im Norden der Oblast Mykolajiw mit etwa 6300 Einwohnern (2019). Arbusynka war bis Juli 2020 das administrative Zentrum des gleichnamigen Rajons Arbusynka.

## Geographie
Arbusynka liegt 131 km nordwestlich vom Oblastzentrum Mykolajiw am Fluss Arbusynka der über den Mertwowod (Мертвовод) in den Südlichen Bug abfließt. Die nächstgelegene Stadt ist Juschnoukrajinsk 19 km südwestlich des Ortes.
Der nächste Bahnhof liegt in 4 km Entfernung im Dorf Kawuny (Кавуни) an der Bahnstrecke der Odeska Salisnyzja von Kolossiwka (Колосівка) im Rajon Wesselynowe nach Pomitschna.

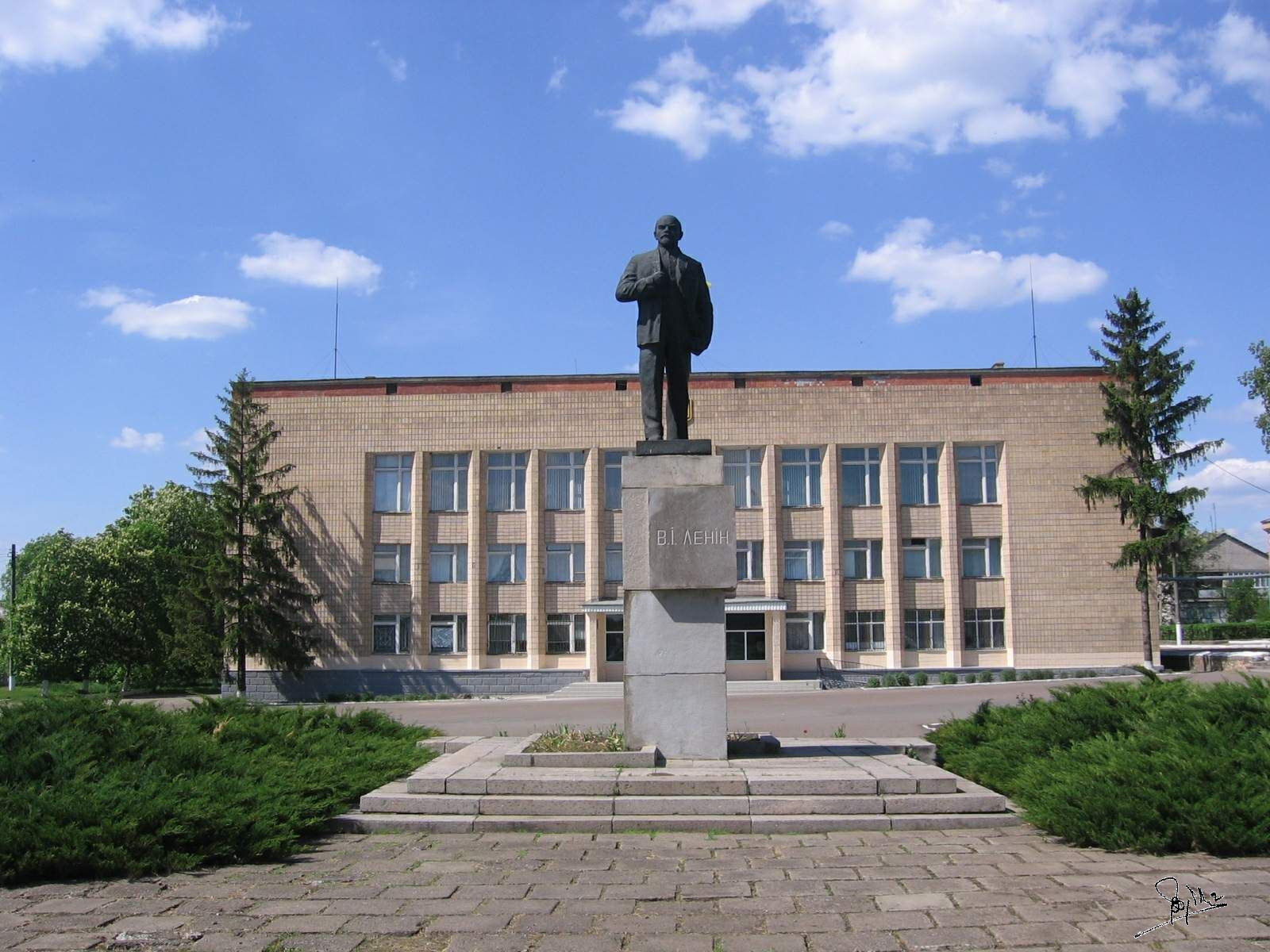
Platz mit (inzwischen demontiertem) Lenindenkmal

## Geschichte
Das Dorf wurde um das Jahr 1780 gegründet. Die Ortschaft wurde am 5. August 1941 von Truppen der Wehrmacht besetzt und am 21. März 1944 von Truppen der Roten Armee befreit.
Seit 1967 hat Arbusynka den Status einer Siedlung städtischen Typs.

## Verwaltungsgliederung
Am 10. August 2017 wurde die Siedlung zum Zentrum der neugegründeten Siedlungsgemeinde Arbusynka (ukrainisch Арбузинська селищна громада/Arbusynska selyschtschna hromada), zu dieser zählten auch die 3 Dörfer Nowokrasne, Poljanka und Wyschnewe, bis dahin bildete sie zusammen mit den Dörfern Poljanka und Wyschnewe die gleichnamige Siedlungsratsgemeinde Arbusynka (Арбузинська селищна рада/Arbusynska selyschtschna rada) im Zentrum des Rajons Arbusynka.
Am 12. Juni 2020 kamen noch weitere 7 in der untenstehenden Tabelle aufgelistete Dörfer sowie die Ansiedlungen Kawuny und Kostjantyniwka zum Gemeindegebiet.
Am 17. Juli 2020 kam es im Zuge einer großen Rajonsreform zum Anschluss des Rajonsgebietes an den Rajon Perwomajsk.
Folgende Orte sind neben dem Hauptort Arbusynka Teil der Gemeinde:
| Name                     | Name          | Name                            |
| ukrainisch transkribiert | ukrainisch    | russisch                        |
| ------------------------ | ------------- | ------------------------------- |
| Ahronomija               | Агрономія     | Агрономия (Agronomija)          |
| Kawuny                   | Кавуни        | Кавуны                          |
| Kolos Dobra              | Колос Добра   | Колос Добра                     |
| Kostjantyniwka           | Костянтинівка | Константиновка (Konstantinowka) |
| Marjaniwka               | Мар’янівка    | Марьяновка (Marjanowka)         |
| Nowyj Stawok             | Новий Ставок  | Новый Ставок (Nowy Stawok)      |
| Nowokrasne               | Новокрасне    | Новокрасное (Nowokrasnoje)      |
| Nowoseliwka              | Новоселівка   | Новосёловка (Nowosjolowka)      |
| Poljanka                 | Полянка       | Полянка                         |
| Schkuratowe              | Шкуратове     | Шкуратово (Schkuratowo)         |
| Wolja                    | Воля          | Воля                            |
| Wyschnewe                | Вишневе       | Вишнёвое (Wischnjowoje)         |

## Bevölkerungsentwicklung
| 2.390                        | 4.882 | 7.171 | 7.569 | 8.341 | 8.178 | 7.416 | 6.418 |
| Quelle: 1857–1883; 1959–2014 |       |       |       |       |       |       |       |